# Хобс (Њу Мексико)
Хобс (енгл. Hobbs) град је у америчкој савезној држави Њу Мексико.

## Демографија
По попису из 2010. године број становника је 34.122, што је 5.465 (19,1%) становника више него 2000. године.
| Група             | 2000.          | 2010.          |
| Белци             | 14.027 (48,9%) | 13.059 (38,3%) |
| Афроамериканци    | 1.945 (6,8%)   | 2.082 (6,1%)   |
| Азијати           | 123 (0,4%)     | 204 (0,6%)     |
| Хиспаноамериканци | 12.088 (42,2%) | 18.317 (53,7%) |
| Укупно            | 28.657         | 34.122         |